# امین‌آباد (قزوین)
امین‌آباد (قزوین)، روستایی از توابع بخش الموت شهرستان قزوین در استان قزوین ایران است.

## جمعیت
این روستا در دهستان رودبار محمد زمانی قرار دارد و براساس سرشماری مرکز آمار ایران در سال ۱۳۸۵، جمعیت آن ۳۸ نفر (۱۳خانوار) بوده‌است.اهالی این روستا اکثرا با نام خانوادگی نظری شناخته می شوند. آن ها با هم نسبت فامیلی دارند و به تازگی در این روستا گاز رسانی انجام شده است. آب لوله کشی در این روستا وجود ندارد بلکه اهالی آب چشمه ی روستا را در منبع جمع کرده اند و آن را به داخل خانه ها هدایت میکنند. گیلاس،آلبالو،فندق ،گردو،آلو، سیب ،گلابی،شاتوت،توت سفید وکندس از میوه های این روستا هستند.
تنها قبرستان این روستا ،مزار زنی است که به گفته ی اهالی سالها پیش با احوال بیمار از این مسیر گذر میکرده و در این قسمت دفن شده است .